# Vouacapoua
Genre
Vouacapoua est un genre des plantes à fleurs dicotylédones de la famille des Caesalpiniaceae, ou des Fabaceae, sous-famille des Caesalpinioideae, selon la classification phylogénétique.
Ce genre est présent en forêt tropicale en Amérique du Sud.

## Liste d'espèces
Selon Catalogue of Life (11 septembre 2013) :
- Vouacapoua americana
- Vouacapoua macropetala
- Vouacapoua pallidior

Selon NCBI (11 septembre 2013) :
- Vouacapoua macropetala

Selon The Plant List (11 septembre 2013) :
- Vouacapoua americana Aubl.
- Vouacapoua aubletii (Benth.) Lyons
- Vouacapoua cubensis (Benth.) Kuntze
- Vouacapoua cuiabensis (Benth.) Kuntze
- Vouacapoua frondosa (Mart. ex Benth.) Kuntze
- Vouacapoua macropetala Sandwith
- Vouacapoua nitida (Mart. ex Benth.) Kuntze
- Vouacapoua pallidior Ducke
- Vouacapoua paniculata (Benth.) Kuntze
- Vouacapoua spinulosa (Mart. ex Benth.) Lyons
- Vouacapoua vermifuga (Mart. ex Benth.) Kuntze